# 帕拉西奥斯德拉瓦尔杜埃尔纳
帕拉西奥斯德拉瓦尔杜埃尔纳，是西班牙卡斯蒂利亚-莱昂莱昂省的一个市镇。 总面积20平方公里，总人口550人（001年），人口密度28人/平方公里。